# محمد زكريا عناني
محمد زكريا عناني شاعر وأديب وأستاذ جامعي يعمل بقسم اللغة العربية بكلية الآداب، جامعة الإسكندرية كما يرأس «هيئة الفنون والعلوم الإجتماعية» بالإسكندرية. من مواليد 6 سبتمبر 1936م في مدينة أبو قير بالإسكندرية لأسرة صعيدية تنتمي إلى مركز الوقف بمحافظة قنا.

## المؤهلات العلمية
- الليسانس في الآداب بامتياز مع مرتبة الشرف من قسم اللغة العربية – جامعة الإسكندرية، يونيو 1961
- دكتوراه التخصص بامتياز مع مرتبة الشرف من جامعة باريس، فرنسا، 1967
- دكتوراة الدولة في الآداب والعلوم الإنسانية من السوربون، فرنسا، بمرتبة الشرف الأولي Très Honocable 1973

## التدرج الوظيفي
- معيد (عضو بعثة) جامعة أسيوط، 1962م
- مدرس بقسم اللغة العربية بكلية الآداب جامعة الإسكندرية 1974م
- أستاذ مساعد بقسم اللغة العربية بكلية الآداب جامعة الإسكندرية 1980م
- أستاذ بقسم اللغة العربية بكلية الآداب جامعة الإسكندرية 1987م

## الإنتاج العلمي والأدبي
- طريق الحياة، رواية، 1955
- نفوس حائرة، ديوان شعري، 1956
- الموشحات الأندلسية، عالم المعرفة، الكويت، 1980[2]
- مدخل لدراسات الموشحات والأجال, دار المعارف، 1981
- النصوص الصقلية, دار المعارف سنة 1981
- قراءات نقدية في المكتبة العربية, دار المعرفة الجامعية
- ديوان الموشحات الأندلسية: جمع وتحقيق ودراسة, دار المعرفة الجامعية
- في الأدب الأندلسي, دار المعرفة الجامعية
- الأدب المقارن, دار النهضة العربية، بيروت
- مناهج البحث, دار النهضة العربية، بيروت
- مدخل لدراسة الأدب المقارن, دار الفتح، الإسكندرية
- ديوان ابن الصباغ الأندلسي, دراسة وتحقيق، دار الأمين, القاهرة
- شعر ابن مجبر الأندلسي, دراسة وتحقيق، دار الثقافة – بيروت
- دار الطراز لابن سناء الملك, دراسة وتحقيق، دار الثقافة – بيروت
- العذاري المائسات في الأزجال والموشحات, دراسة وتحقيق، دار الثقافة – بيروت
- العلاقات الثقافية بين الشرق والغرب, دار الفتح، الإسكندرية
- أدباء من الإسكندرية, الدار الأندلسية، الإسكندرية
- نحن وآداب العالم, دار الثقافة، الإسكندرية
- في الآداب الحديث والمقارن, الدار المصرية، الإسكندرية
- في الشعر الأندلسي والوسيط, الدار المصرية، الإسكندرية
- مع الكتب والكتاب, الدار المصرية، الإسكندرية
- دراسات في الشعر الحديث, الدار المصرية، الإسكندرية
- دراسات في النثر الحديث, الدار المصرية، الإسكندرية
- لسان الدين بن الخطيب ماله من موشحات وأزجال دار الثقافة، بيروت
- «هل دري..» ومعارضتها في الشعر العربي, دار الثقافة، بيروت

## تكريم وجوائز
- جائزة جامعة الإسكندرية للبحث والتشجيع العلمي، 1984م،
- جائزة الدولة في الأدب المقارن والعلاقات الثقافية، 1998م،
- جائزة الترجمة من مؤسسة بن تركي، 1998م،
- درع فارس الثقافة من وزارة الثقافة المصرية، 2000م،
- جائزة الدولة التقديرية في مصر، 2017م

## وصلات خارجية
- كلية الآداب جامعة الإسكندرية
- الدكتور محمد زكريا عناني ورؤيته العالمية للأدب
- محمد زكريا عناني - معجم البابطين للشعراء العرب المعاصرين